# یواس‌اس گرند راپیدز (پی‌جی-۹۸)
یواس‌اس گرند راپیدز (پی‌جی-۹۸) (به انگلیسی: USS Grand Rapids (PG-98)) یک کشتی بود که طول آن 164 ft 6 in بود. این کشتی  در سال ۱۹۷۰ ساخته شد.